# June e Jennifer Gibbons
Le gemelle June e Jennifer Gibbons furono una coppia di scrittrici britanniche, note anche come The Silent Twins (Le gemelle silenziose).
Di carattere poco socievole e in reazione alle manifestazioni di insofferenza razziale delle quali erano oggetto in quanto originarie dei Caraibi, si resero responsabili di atti di microcriminalità che valsero loro l'ospedalizzazione forzata in un istituto psichiatrico.
Il loro caso fu portato alla pubblica attenzione da un'inchiesta giornalistica del Sunday Times nel 1986.

## Infanzia
June e Jennifer erano figlie, gemelle omozigote, della coppia di immigrati caraibici Gloria e Aubrey Gibbons, trasferitisi dalle Barbados nel Regno Unito all'inizio degli anni '60, all'interno del fenomeno sociale della generazione Windrush. Gloria era una casalinga e Aubrey lavorava come tecnico per la Royal Air Force. Le gemelle nacquero l'11 aprile 1963 in un ospedale militare di Aden (Yemen) dove il padre era impiegato. La famiglia, che contava anche altri due figli, si trasferì dapprima in Inghilterra e, nel 1974, a Haverfordwest (Galles). Le gemelle erano inseparabili e la loro lingua, una forma stretta e accelerata di bajan (una lingua creola basata sull'inglese, parlata nelle Barbados), rendeva difficile per gli altri comprenderle.
Essendo le sole bambine di colore della comunità, furono emarginate a scuola. Ciò si rivelò traumatico per le gemelline, sicché i loro tutor scolastici le lasciavano uscire ogni giorno prima della fine delle lezioni in modo da prevenire eventuali fenomeni di bullismo. Tale iniziativa, pur presa a fin di bene, poté accentuare il loro isolamento. Proprio in questo periodo, come reazione, la loro lingua divenne ancora più incomprensibile per gli altri. Il loro linguaggio, di fatto un'idioglossia, divenne una forma di criptofasia, che le sorelle completavano con, o limitavano a, gesti a specchio. Esse divennero sempre più riservate e finirono col non parlare più con nessuno tranne che fra di loro, neanche con i genitori e i fratelli, fatta eccezione per la sorella minore Rose.
Le ragazze continuarono a frequentare la scuola, ma si rifiutavano di leggere o scrivere sebbene sapessero farlo fluidamente.
Nel 1974, un medico scolastico preposto alle vaccinazioni notò il loro comportamento imperturbabile e prescrisse uno psicologo infantile.
Le gemelle iniziarono a incontrare una serie di terapisti che cercarono senza successo di farle comunicare con gli altri: furono perfino inviate in collegi separati nel tentativo di spezzare il loro isolamento ma entrambe, una volta separate, caddero in una sorta di catatonia.

## Espressioni creative
Una volta riunite, le due trascorsero diversi anni isolandosi nella loro camera, impegnate in elaborati giochi con le bambole. Inventarono vari drammi e storie in stile 'soap opera', registrandone alcune come regalo per la sorella minore Rose. Prendendo spunto dall'aver ricevuto in dono due diari nel Natale del 1979, ordinarono per corrispondenza un corso di scrittura creativa ed ognuna tenne un vasto diario e scrisse una serie di drammi, poesie e romanzi. Ambientate principalmente negli Stati Uniti e in particolare a Malibu, in California, le storie coinvolgevano giovani uomini e donne che mostravano comportamenti strani e spesso criminali. 
June compose un romanzo intitolato Pepsi-Cola Addict (letteralmente: drogato di Pepsi-Cola), in cui il protagonista, un liceale quindicenne gran bevitore di Pepsi che ha una relazione intermittente con una ragazza, viene però sedotto da un'insegnante, subisce un'aggressione omosessuale da parte del suo migliore amico, quindi viene mandato in un riformatorio dopo un goffo tentativo di taccheggio in un negozio (fallito per essersi distratto a bere una Pepsi mentre arrivava la polizia). In prigione viene molestato da un secondino omosessuale e poi rimane a guardare la guardia accoltellata a morte.
Le due ragazze unirono le loro indennità di disoccupazione per far pubblicare il romanzo con un'autoedizione ma questo e i successivi loro altri tentativi di pubblicare romanzi e storie non ebbero successo. In The Pugilist, opera di Jennifer, un medico è così ansioso di salvare la vita di suo figlio che uccide il cane di famiglia per ottenere il suo cuore per un trapianto, ma lo spirito del cane vive nel bambino e alla fine si vendica del padre. Jennifer scrisse anche Discomania, la storia di una giovane donna che scopre che l'atmosfera di una discoteca locale incita i proprietari a una violenza folle. Seguirono The Taxi-Driver's Son, un dramma radiofonico chiamato Postman and Postwoman e diversi altri racconti indipendenti.

## Ricovero
Nella loro tarda adolescenza, le gemelle iniziarono a sperimentare droghe e alcol e man mano la situazione degenerò: nel 1981, le ragazze commisero una serie di crimini tra cui vandalismo, piccoli furti e incendi doloso, specie ai danni delle scuole “speciali” che avevano frequentato anni prima. Inoltre, il loro rapporto, viscerale come sempre era stato, era degenerato in qualcosa di ancora più tormentato, tanto da alternare o addirittura essere segnato da una compresenza di amore profondo e geloso e odio feroce. Si susseguirono anche liti furiose: in un'occasione Jennifer tentò di garrotare la gemella, in un'altra June cercò di sospingere Jennifer giù da un ponte. 

Il sistema giudiziario le giudicò pericolose per se stesse e per la società e ne dispose l'internamento nel Broadmoor Hospital, un ospedale psichiatrico di massima sicurezza. Furono condannate ad un periodo 'indefinito' di detenzione ai sensi del Mental Health Act del 1983 e rimasero a Broadmoor per undici anni. June più tardi rilevò, spiegando anche il loro mutismo selettivo: "I delinquenti minorenni sono condannati a due anni di prigione... Noi abbiamo avuto dodici anni di inferno perché non abbiamo parlato... Abbiamo perso la speranza, davvero. Ho scritto una lettera alla Regina, chiedendole di farci uscire. Ma eravamo in trappola". 

Sottoposte ad alte dosi di psicofarmaci, si ritrovarono incapaci di concentrarsi; Jennifer parve sviluppare la discinesia tardiva: un disturbo neurologico che provoca movimenti involontari ripetitivi. La terapia loro prescritta consentì alle due sorelle di continuare a redigere i copiosi diari che avevano iniziato nel 1980 e le rese in grado di unirsi al coro dell'ospedale, tuttavia pareva che avessero anche perso gran parte del loro interesse per la scrittura creativa.

Il caso guadagnò notorietà grazie alla copertura mediatica della giornalista Marjorie Wallace del Sunday Times. La Wallace in seguito scrisse un libro sulle due intitolato The Silent Twins, pubblicato nel 1986.

## Decesso di Jennifer
Secondo la Wallace, le gemelle avevano stretto fra loro un accordo di vecchia data sul fatto che, se una fosse morta, l'altra avrebbe dovuto iniziare a parlare e vivere una vita normale. Durante la loro permanenza in ospedale cominciarono a credere che fosse necessario che una di loro morisse e, dopo molte discussioni, Jennifer accettò di sacrificare la propria vita.
Nel marzo 1993 furono trasferite da Broadmoor alla meno restrittiva Caswell Clinic a Bridgend, in Galles: all'arrivo, tuttavia, non fu possibile risvegliare Jennifer, che venne portata in ospedale dove morì poco dopo per miocardite acuta. Non c'erano tracce di droghe o veleno nel suo organismo e la sua morte rimane un mistero. Durante l'inchiesta avviata in seguito al decesso di Jennifer, June rivelò che la sorella aveva agito in modo strano per circa un giorno prima della loro liberazione: aveva parlato in maniera confusa e aveva detto che stava morendo. Durante il viaggio verso Caswell, inoltre, aveva dormito in grembo a June con gli occhi aperti. Durante una visita pochi giorni dopo, la Wallace raccontò che June "era di umore strano". Le sue parole erano state: "Sono finalmente libera, affrancata, e alla fine Jennifer ha rinunciato alla sua vita per me". 
Dopo la morte di Jennifer, June rilasciò interviste all'Harper's Bazaar e al Guardian.
Dal 2008 vive in Galles occidentale.
Non più tenuta sotto osservazione dai servizi psichiatrici, June è stata accolta dalla comunità e ha cercato di lasciarsi alle spalle il passato. Un'intervista del 2016 con sua sorella Greta, rivelò che la famiglia era stata profondamente turbata dalla detenzione delle ragazze, tuttavia Aubrey e Gloria rifiutarono di intentare causa contro Broadmoor, affermando che non avrebbe riportato in vita Jennifer.

## Influenza nei media
La vicenda delle gemelle è stata portata sullo schermo televisivo dal film del 1986 The Silent Twins, trasmesso su BBC Two come parte della sua serie Screen Two, e da un documentario di Inside Story: Silent Twin-Without My Shadow, trasmesso su BBC One nel settembre 1994. Un testo teatrale basato sul libro della Wallace, intitolato Speechless, ha debuttato a Londra nel 2011.
La storia delle gemelle ha anche ispirato la canzone Tsunami dei Manic Street Preachers del 1998.
Alla polacca Agnieszka Smoczyńska è stata affidata la regia di un film sulle gemelle, The Silent Twins, con l'attrice Letitia Wright (annunciato nel febbraio 2020, in sala nel maggio 2022), basato sul libro del 1986 'The Silent Twins' di Marjorie Wallace. È il debutto della regista in un film in lingua inglese; la realizzazione è affidata a una co-produzione internazionale tra UK's 42 Management & Production e Poland's Mandats; il doppiaggio invece al Polish Film Institute and Moderator Inwestycje.